# Stanisława Orska-Kowalczyk

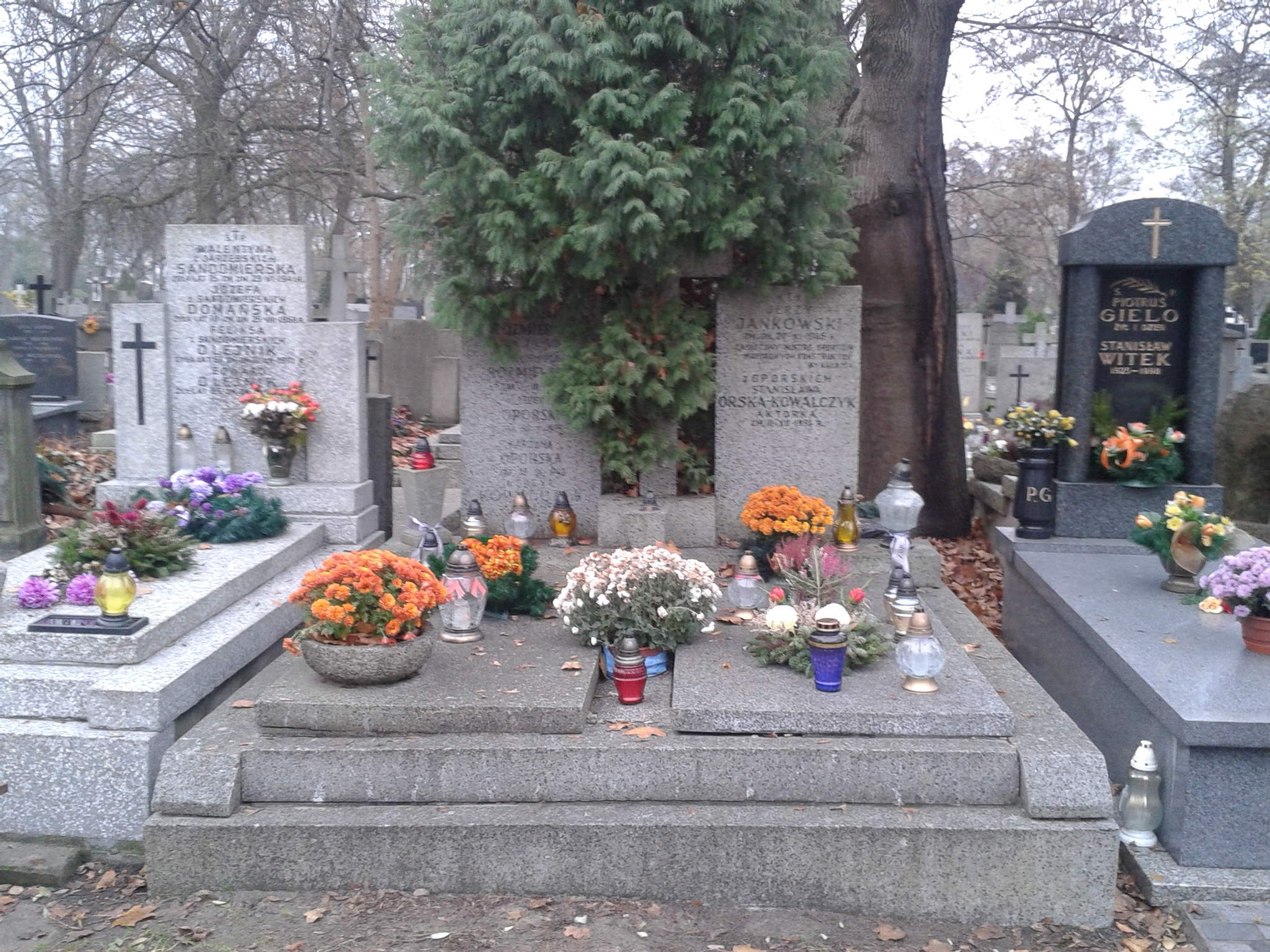
Grób Stanisławy Orskiej-Kowalczyk na cmentarzu Bródnowskim

Stanisława Orska (właściwie Stanisława Orska-Kowalczyk z domu Oporska, ur. 25 kwietnia 1907, zm. 12 grudnia 1991 w Warszawie) – polska aktorka teatralna i operetkowa.
Była aktorką teatralną i operetkową, cała karierę związana była ze scenami w Warszawie, występowała w Operetce Nowoczesnej przy ulicy Bielańskiej, w Teatrze na Kredytowej oraz w Teatrze „Wielka Operetka”. Po 1945 występowała na scenie Teatru im. Stefana Żeromskiego w Kielcach, a następnie skupiła się na pracy pedagogicznej. Zmarła 12 grudnia 1991, pochowana na cmentarzu Bródnowskim (kw. 22B-VI-5). 
Na nagrobku widnieje data śmierci 11 grudnia 1991.